# Szabó Ferenc (orvos, 1823–1898)
Szabó Ferenc (Kalocsa, 1823. október 1. (keresztelés) – Kalocsa, 1898. június 9.) orvosdoktor, uradalmi és szentszéki orvos. Szabó József geológus öccse.

## Élete
Szabó József érseki uradalmi pénztárnok és Karácsonyi Anna fia. 1848-ban nyert orvosdoktori oklevelet. 1848-49-ben honvéd főorvos volt. A szabadságharc után Kalocsán telepedett le, ahol 1853-tól praktizált. Később Haynald Lajos érseknek lett az udvari orvosa. 1898-ban ülte meg orvosi működésének ötvenéves jubileumát és a király ebből az alkalomból a Ferenc József-rend lovagkeresztjével tüntette ki; ezután két hónapra meghalt Kalocsán. Neje Széter Regina volt, aki kilenc évvel élte túl.

## Munkája
- Tájékoztató eszmék a kórboncztan küszöbén. Pest, 1848.